# Jarmila Nygrýnová
Jarmila Nygrýnová, później Strejčková (ur. 15 lutego 1953 w Pilźnie, zm. 5 stycznia 1999) – czechosłowacka lekkoatletka, skoczkini w dal.
Nygrýnová odnosiła wiele sukcesów podczas halowych mistrzostw Europy: jeden brązowy medal w 1972, trzy srebrne w 1973, 1976 i 1979 oraz dwa złote w 1977 i 1978. Zdobyła również brąz mistrzostw Europy w 1978. Była mistrzynią Europy juniorów z 1970.
Trzykrotnie startowała w igrzyskach olimpijskich. W Monachium 1972 była dwunasta, a w Montralu 1976 i Moskwie 1980 zajęła 6. miejsce. Czterokrotnie brała udział w mistrzostwach Europy (oprócz 1978 także w 1971, 1974 i 1982). Dwukrotnie stawała na podium uniwersjady.
Siedmiokrotnie była mistrzynią Czechosłowacji na otwartym stadionie w skoku w dal (w 1970, 1976, 1977, 1978, 1979, 1980 i 1984), a raz w biegu na 100 m (w 1976). W hali zdobywała mistrzostwo Czechosłowacji w skoku w dal w 1971, 1972, 1973, 1975, 1976, 1977, 1978, 1979, 1980 i 1984, w biegu na 50 m w 1972, a na 60 m w 1973.
Czterokrotnie poprawiała rekord Czechosłowacji w skoku w dal doprowadzając go do 6,89 m.